# Distrito Beiro
Beiro es un distrito municipal de la ciudad de Granada, en España, situado en la zona central de la capital granadina. Está compuesto por los barrios de Cercado Bajo de Cartuja, La Cruz, Pajaricos, Plaza Toros-Doctores-San Lázaro y San Francisco Javier, posteriormente se han añadido San Ildefoso y Joaquina Eguaras. Beiro limita con los distritos Norte, Albaicín, Centro, Ronda y Chana.